# 114 a.C.
Il 114 a.C. (CXIV a.C. in numeri romani) è un anno  del II secolo a.C.

## Nati
- Quinto Ortensio Ortalo, oratore e avvocato romano († 50 a.C.)